# Cel bun, cel rău, cel urât
Bunul, răul și urâtul (în italiană Il buono, il brutto, il cattivo) este un western spaghetti epic italian din 1966 regizat de Sergio Leone, din a cărui distribuție fac parte Clint Eastwood, Lee Van Cleef și Eli Wallach în rolurile principale. Scenariul a fost scris de Age & Scarpelli, Luciano Vincenzoni și Sergio Leone. Ennio Morricone a compus muzica filmului, tema principală devenind celebră. Este al treilea și totodată ultimul film din Trilogia dolarilor, fiind precedat de Pentru un pumn de dolari (1964) și Pentru câțiva dolari în plus (1965). Filmul urmărește confruntarea dintre trei pistolari care încearcă, fiecare, să găsească o comoară.
Având premiera pe 15 decembrie 1966 în Italia și pe 23 decembrie 1967 în Statele Unite, filmul a avut încasări de 6,1 milioane $, dar a fost criticat pentru excesul de violență. Bunul, răul și urâtul a fost catalogat ca cel mai bun film al genului Western din cinematografia europeană, Quentin Tarantino numindu-l chiar „cel mai bine regizat film al tuturor timpurilor”.

## Rezumat
Războiul civil devastează S.U.A. Joe este bunul, Sentenza este răul și Tuco este urâtul. Tuco este un infractor căutat de justiție, pe capul lui fiind pusă o recompensă considerabilă. Tuco și Joe joacă un joc periculos. Joe îl duce pe Tuco șerifului și ia banii, apoi îl salvează de la spânzurătoare în ultima clipă, retezând ștreangul cu un glonț. Fug împreună și împart banii. Mizele lui Sentenza, un criminal sadic, sunt ceva mai mari: o cutie ce conține 200.000 de dolari, sub formă de arginți, îngropată într-un cimitir. Cei trei își unesc forțele pentru căutarea banilor. Bill Carson, numit și Chiorul, i-a spus lui Tuco chiar înainte să moară unde este cimitirul, iar lui Joe unde era ascunsă cutia. Cei trei aventurieri complet diferiți pleacă într-o călătorie imposibilă, pentru găsirea comorii. Uneori se deghizează în yanchei, alteori în soldați ai Confederației. Comoara devine motiv de vrajbă între cei trei, adeverindu-se încă o dată zicala că banii sunt ochii dracului.

## Distribuție
- Clint Eastwood - Blondul
- Lee Van Cleef - Angel Eyes
- Eli Wallach - Tuco
- Aldo Giuffrè - Căpitanul
- Mario Brega - Cpl. Wallace
- Luigi Pistilli - Părintele Pablo Ramirez
- Al Mulock - vânătorul de recompense cu un singur braț
- Antonio Casas - Stevens
- Saturno Cerra - vânător de recompense în Ghost Town
- Frank Brana - vânător de recompense în Ghost Town
- Sergio Mendizábal - vânător de recompense blond
- John Bartha - Șeriful
- Claudio Scarchilli - Pedro, un membru din gașca lui Tuco
- Sandro Scarchilli - Chico, un membru din gașca lui Tuco
- Aysanoa Runachagua - Ramon, un membru din gașca lui Tuco
- Antonio Molino Rojo - Căpitanul Harper
- Benito Stefanelli - membru din gașca lui Angel Eyes
- Aldo Sambrell - membru din gașca lui Angel Eyes
- Lorenzo Robledo - Clem, membru din gașca lui Angel Eyes
- Romano Puppo - Slim, membru din gașca lui Angel Eyes
- Livio Lorenzon - Baker
- Angelo Novi - Monk
- Chelo Alonso - nevasta lui Steven

## Premii
- Premiile "Laurel": locul 2 la categoria Cea mai Bună Prestație într-un Film de Acțiune – Clint Eastwood, 1968